# Mistrovství světa v orientačním běhu 1997
17. Mistrovství světa v orientačním běhu proběhlo v Norsku s centrem ve městě Grimstadu a termínu 11. až 16. srpna 1997. V mužích startovalo 118 (61 sprint + 57 long) závodníků a v ženách 116 (57 sprint + 59 long) závodnic. Ve štafetách 10 mužských čtyřčlenných a 22 ženských čtyřčlenných štafet. Běželo se na mapách s názvy Omholt-sectionB4, Fjaere a Omholt.Česko reprezentovali: Tomáš Zakouřil, Tomáš Prokeš, Libor Zřídkaveselý, Rudolf Ropek, Jana Cieslarová, Mária Honzová, Marcela Kubátková a Olga Lepšíková-Jirsová.

## Výsledky Krátká trať (Short distance)
| Muži                                     | Muži                                     | Muži                                     | Muži                                     | Muži                                     | Ženy                                    | Ženy                                    | Ženy                                    | Ženy                                    | Ženy                                    |
| ---------------------------------------- | ---------------------------------------- | ---------------------------------------- | ---------------------------------------- | ---------------------------------------- | --------------------------------------- | --------------------------------------- | --------------------------------------- | --------------------------------------- | --------------------------------------- |
| - Traťové parametry: 4,19 km, 16 kontrol | - Traťové parametry: 4,19 km, 16 kontrol | - Traťové parametry: 4,19 km, 16 kontrol | - Traťové parametry: 4,19 km, 16 kontrol | - Traťové parametry: 4,19 km, 16 kontrol | - Traťové parametry: 3,1 km, 14 kontrol | - Traťové parametry: 3,1 km, 14 kontrol | - Traťové parametry: 3,1 km, 14 kontrol | - Traťové parametry: 3,1 km, 14 kontrol | - Traťové parametry: 3,1 km, 14 kontrol |
| Umístění                                 | Země                                     | Jméno                                    | Čas                                      | Ztráta                                   | Umístění                                | Země                                    | Jméno                                   | Čas                                     | Ztráta                                  |
|                                          | Finsko                                   | Janne Salmi                              | 0:26:05                                  |                                          |                                         | Rakousko                                | Lucie Böhmová                           | 0:25:15                                 |                                         |
|                                          | Finsko                                   | Timo Karppinen                           | 0:26:17                                  | + 0:00:12                                |                                         | Norsko                                  | Hanne Sandstadová                       | 0:25:29                                 | + 0:00:14                               |
|                                          | Norsko                                   | Bjørnar Valstad                          | 0:26:27                                  | + 0:00:22                                |                                         | Norsko                                  | Hanne Staffová                          | 0:25:56                                 | + 0:00:41                               |
| 13.                                      | Česko                                    | Rudolf Ropek                             | 0:28:59                                  | + 0:02:54                                | 20.                                     | Česko                                   | Mária Honzová                           | 0:29:42                                 | + 0:04:27                               |
| 35.                                      | Česko                                    | Tomáš Zakouřil                           | 0:32:47                                  | + 0:06:42                                | 22.                                     | Česko                                   | Marcela Kubatková                       | 0:30:30                                 | + 0:05:15                               |
|                                          |                                          |                                          |                                          |                                          | 36.                                     | Česko                                   | Olga Lepšíková-Jirsová                  | 0:33:12                                 | + 0:07:57                               |
|                                          |                                          |                                          |                                          |                                          | 49.                                     | Česko                                   | Jana Cieslarová                         | 0:36:22                                 | + 0:11:07                               |

## Výsledky klasického závodu
| Muži                                     | Muži                                     | Muži                                     | Muži                                     | Muži                                     | Ženy                                    | Ženy                                    | Ženy                                    | Ženy                                    | Ženy                                    |
| ---------------------------------------- | ---------------------------------------- | ---------------------------------------- | ---------------------------------------- | ---------------------------------------- | --------------------------------------- | --------------------------------------- | --------------------------------------- | --------------------------------------- | --------------------------------------- |
| - Traťové parametry: 13,8 km, 24 kontrol | - Traťové parametry: 13,8 km, 24 kontrol | - Traťové parametry: 13,8 km, 24 kontrol | - Traťové parametry: 13,8 km, 24 kontrol | - Traťové parametry: 13,8 km, 24 kontrol | - Traťové parametry: 8,7 km, 17 kontrol | - Traťové parametry: 8,7 km, 17 kontrol | - Traťové parametry: 8,7 km, 17 kontrol | - Traťové parametry: 8,7 km, 17 kontrol | - Traťové parametry: 8,7 km, 17 kontrol |
| Umístění                                 | Země                                     | Jméno                                    | Čas                                      | Ztráta                                   | Umístění                                | Země                                    | Jméno                                   | Čas                                     | Ztráta                                  |
|                                          | Norsko                                   | Petter Thoresen                          | 1:40:16                                  |                                          |                                         | Norsko                                  | Hanne Staffová                          | 1:12:56                                 |                                         |
|                                          | Švédsko                                  | Jörgen Mårtensson                        | 1:41:58                                  | + 0:01:42                                |                                         | Švédsko                                 | Katarina Borgová                        | 1:13:40                                 | + 0:00:44                               |
|                                          | Norsko                                   | Kjetil Bjørlo                            | 1:43:04                                  | + 0:02:48                                |                                         | Norsko                                  | Hanne Sandstadová                       | 1:14:34                                 | + 0:01:38                               |
| 5.                                       | Česko                                    | Tomáš Prokeš                             | 1:45:01                                  | + 0:04:45                                | 22.                                     | Česko                                   | Jana Cieslarová                         | 1:26:13                                 | + 0:13:17                               |
| 9.                                       | Česko                                    | Rudolf Ropek                             | 1:46:41                                  | + 0:06:25                                | 34.                                     | Česko                                   | Marcela Kubatková                       | 1:33:30                                 | + 0:20:34                               |
| 47.                                      | Česko                                    | Libor Zřídkaveselý                       | 2:09:55                                  | + 0:29:39                                | 56.                                     | Česko                                   | Olga Lepšíková-Jirsová                  | 1:46:08                                 | + 0:33:12                               |

## Výsledky štafetového závodu
| Muži                                                                           | Muži                                                                           | Muži                                                                           | Muži                                                                           | Muži                                                                           | Ženy                                                                           | Ženy                                                                           | Ženy                                                                           | Ženy                                                                           | Ženy                                                                           |
| ------------------------------------------------------------------------------ | ------------------------------------------------------------------------------ | ------------------------------------------------------------------------------ | ------------------------------------------------------------------------------ | ------------------------------------------------------------------------------ | ------------------------------------------------------------------------------ | ------------------------------------------------------------------------------ | ------------------------------------------------------------------------------ | ------------------------------------------------------------------------------ | ------------------------------------------------------------------------------ |
| - Traťové parametry: 1. úsek ? km / 2. úsek ? km / 3. úsek ? km / 4. úsek ? km | - Traťové parametry: 1. úsek ? km / 2. úsek ? km / 3. úsek ? km / 4. úsek ? km | - Traťové parametry: 1. úsek ? km / 2. úsek ? km / 3. úsek ? km / 4. úsek ? km | - Traťové parametry: 1. úsek ? km / 2. úsek ? km / 3. úsek ? km / 4. úsek ? km | - Traťové parametry: 1. úsek ? km / 2. úsek ? km / 3. úsek ? km / 4. úsek ? km | - Traťové parametry: 1. úsek ? km / 2. úsek ? km / 3. úsek ? km / 4. úsek ? km | - Traťové parametry: 1. úsek ? km / 2. úsek ? km / 3. úsek ? km / 4. úsek ? km | - Traťové parametry: 1. úsek ? km / 2. úsek ? km / 3. úsek ? km / 4. úsek ? km | - Traťové parametry: 1. úsek ? km / 2. úsek ? km / 3. úsek ? km / 4. úsek ? km | - Traťové parametry: 1. úsek ? km / 2. úsek ? km / 3. úsek ? km / 4. úsek ? km |
| Umístění                                                                       | Země                                                                           | Jméno                                                                          | Čas                                                                            | Ztráta                                                                         | Umístění                                                                       | Země                                                                           | Jméno                                                                          | Čas                                                                            | Ztráta                                                                         |
|                                                                                | Dánsko                                                                         | Torben Skovlyst Carsten Jørgensen Chris Terkelsen Allan Mogensen               | 4:18:55                                                                        |                                                                                |                                                                                | Švédsko                                                                        | Anna Bogrenová Gunilla Svärdová Cecilia Nilssonová Marlena Janssonová          | 2:51:41                                                                        |                                                                                |
|                                                                                | Finsko                                                                         | Timo Karppinen Juha Peltola Mikael Bøström Janne Salmi                         | 4:19:14                                                                        | + 0:00:19                                                                      |                                                                                | Norsko                                                                         | Torunn Fossliová Elisabeth Ingvaldsenová Hanne Sandstadová Hanne Staffová      | 2:52:56                                                                        | + 0:01:15                                                                      |
|                                                                                | Norsko                                                                         | Havard Tveite Bjørnar Valstad Kjetil Bjørlo Petter Thoresen                    | 4:24:27                                                                        | + 0:05:32                                                                      |                                                                                | Švýcarsko                                                                      | Brigitte Wolfová Marie-Luce Romanensová Vroni Königová Sabrina Meisterová      | 2:55:56                                                                        | + 0:04:15                                                                      |
| 10.                                                                            | Česko                                                                          | Tomáš Zakouřil Rudolf Ropek Tomáš Prokeš Libor Zřídkaveselý                    | 4:58:11                                                                        | + 0:39:16                                                                      | 9.                                                                             | Česko                                                                          | Olga Lepšíková Jana Cieslarová Mária Honzová Marcela Kubatková                 | 3:29:09                                                                        | + 0:37:28                                                                      |

## Medailová klasifikace podle zemí
| Medailová klasifikace podle zemí | Medailová klasifikace podle zemí | Medailová klasifikace podle zemí | Medailová klasifikace podle zemí | Medailová klasifikace podle zemí | Medailová klasifikace podle zemí |
| Umístění                         | Země                             | Zlato                            | Stříbro                          | Bronz                            | Součet                           |
| -------------------------------- | -------------------------------- | -------------------------------- | -------------------------------- | -------------------------------- | -------------------------------- |
|                                  | Norsko                           | 2                                | 2                                | 5                                | 9                                |
|                                  | Finsko                           | 1                                | 2                                | -                                | 3                                |
|                                  | Švédsko                          | 1                                | 2                                | -                                | 3                                |
| 4.                               | Dánsko                           | 1                                | -                                | -                                | 1                                |
| 4.                               | Rakousko                         | 1                                | -                                | -                                | 1                                |
| 6.                               | Švýcarsko                        | -                                | -                                | 2                                | 2                                |